# المعهد الدولي لإدارة المياه
المعهد الدولي لإدارة المياه (IWMI) هو منظمة بحثية غير ربحية مقرها الرئيسي في كولومبو، سري لانكا، وله مكاتب في جميع أنحاء أفريقيا وآسيا. تركز أبحاث المعهد على تحسين كيفية إدارة موارد المياه والأراضي، بهدف تعزيز الأمن الغذائي والحد من الفقر مع الحفاظ على العمليات البيئية الحيوية.

ومع ندرة المياه، ازدادت الحاجة لإيجاد سبل لإنتاج ما يكفي من الغذاء لإطعام سكان العالم المتزايد، مع استخدام كميات أقل من المياه والحفاظ على الخدمات البيئية الهشة، ومن دون الحصول على الكثير من الفرص لتأسيس أراض زراعية جديدة. ويأخذ المعهد في عين الاعتبار تعهد المشاريع البحثية بهذا الهدف.

تركز أبحاثه على : توافر المياه وإمكانية الحصول عليها، بما في ذلك التكيف مع تغير المناخ، وكيف يتم استخدام المياه، بصورة أكثر إنتاجية، وعلى جودة المياه وعلاقتها بالصحة والبيئة، وكيفية توجيه المجتمعات لمواردها المائية.

يعتبر الفريق الاستشاري للبحوث الزراعية الدولية (CGIAR) جزءاً من المعهد الدولي لإدارة المياه IWMI وهو يسعى إلى توسيع أعماله التعاونية داخل المنظمة الأم، وفي إطار 'برنامج mega' الجديد، والمعروفة باسم إبحاث مشروع (CGIAR). وهذا سوف يوسع من تركزها على المياه، والأراضي، والنظم البيئية.

## التركيز المبكر على الري
تأسس المعهد في الأصل تحت اسم المعهد الدولي لإدارة الري (IIMI) في عام 1985 من قبل مؤسسة فورد، وحكومة سري لانكا، وبدعم من المجموعة الاستشارية للبحوث الزراعية الدولية، والبنك الدولي. خلال الثورة الخضراء في الأربعينات إلى السبعينات الميلادية أنفقت مليارات الدولارات على بناء أنظمة الري واسعة النطاق. وهذه ساهمت جنبا إلى جنب مع الأسمدة الجديدة، والمبيدات الحشرية، والأصناف عالية الغلة من البذور، في مساعدة العديد من البلدان لإنتاج كميات أكبر من المحاصيل الغذائية  وبحلول منتصف الثمانينات الميلادية لم تعد أنظمة الري هذه تعمل بكفاءة، وكان على المعهد الدولي لإدارة الري IIMI هو معرفة السبب.

اكتشف الباحثون في المعهد الدولي لإدارة الري IIMI بأن المشاكل التي تؤثر على الري غالباً ما تكون مؤسسية أكثر من كونها تقنية. وأيدت 'إدارة الري بالمشاركة' (PIM) كحل، ونهج يسعى إلى إشراك المزارعين في إتخاذ القرارات لإدارة المياه. في عام 1992 أعطى مؤتمر قمة الأرض في ريو دي جانيرو مصداقية لهذا النهج من خلال التوصية بأن تكون إدارة المياه لا مركزية مع المزارعين والمستفيدين الآخرين الذين يلعبون دورا أكثر أهمية في إدارة الموارد الطبيعية. في البداية واجه هذا الأمر مقاومة، ثم أستمر (PIM) ليصبح الوضع الراهن للحكومات ووكالات الأقراض الرئيسية. في عام 1991 أصبح المعهد الدولي لإدارة الري IIMI عضوا في نظام (CGIAR).

## المنظور الأوسع
وبمنتصف التسعينات الميلادية زادت المنافسة على موارد المياه، وذلك بفضل أكبر عدد سكان عالمي، واتساع المدن، وزيادة التطبيقات الصناعية. إن النظر للري في عزلة لم يعد ذا صلة بالوضع العالمي ؛ فثمة حاجة إلى نهج جديد من شأنه أن ينظر إليه ضمن سياق حوض النهر، ليشمل المستخدمين المتنافسين، والبيئة. لذا بدأ المعهد الدولي لإدارة الري (IIMI) تطوير حقول جديدة للبحث حول مواضيع مثل الأحواض المفتوحة والمغلقة، ومحاسبة المياه، وأنظمة الاستخدام المتعدد، ومؤسسات الحوض، وتحليل أجهزة الاستشعار عن بعد، والتدفقات البيئية. وفي عام 1998 تم تغيير اسمه إلى المعهد الدولي لإدارة المياه (المعهد الدولي لإدارة المياه) ليعكس النطاق الأوسع لهذا النهج الجديد.

على الرغم من أنه أصبح واضحاً أنه لم يعد من الممكن اعتبار المياه مورداً لا نهائياً ؛ كما كان الحال في الخمسينات الميلادية عندما كان هناك عدد أقل من الناس على هذا الكوكب، ولم يكن هناك أحد يعرف مدى ندرة الموارد آنذاك. هذا الأمر دفع المعهد الدولي لإدارة المياه (المعهد الدولي لإدارة المياه) لمحاولة معرفة ذلك. وتوجت أبحاثه في منشور المياه من أجل الغذاء، والحياة : تقييم شامل لإدارة المياه في الزراعة. وأظهرت الخريطة بالتقرير أن ثلث سكان العالم يعانون بالفعل من 'ندرة المياه'. وحدد التقرير ندرة المياه الطبيعية على أنها توجد إينما كانت مصادر المياه غير كافية لتلبية مطالب السكان، وأن ندرة المياه الاقتصادية توجد حيثما لا يتم استيفاء الاحتياجات من المياه بسبب نقص الاستثمار في المياه أو القدرات البشرية.

## تجنب أزمة المياه العالمية
منهج المعهد الدولي لإدارة المياه (IWMI) بأتجاه تحديد ندرة المياه يقدم سياقاً جديداً في إطاره أصبح النقاش العلمي حول توافر المياه محوره في وقت لآحق. على سبيل المثال، كان موضوع اليوم العالمي للمياه في الأمم المتحدة في عام 2007 هو التأقلم مع ندرة المياه ؛ )، ومعهد الرصد العالمي للولايات المتحدة الأمريكية تضمن فصلا عن إدارة المياه في تقييمها دولة العالم 2008 ؛ )، والتقارير التي نشرت في عام 2009 من قبل المنتدى الاقتصادي العالمي واليونسكو توصلت إلى أن ندرة المياه الآن أكثر تهديداً من الأزمة المالية العالمية. أيضا الدكتور Rajendra K. Pachauri رئيس الفريق الحكومي الدولي المعني بتغير المناخ أبرز ندرة المياه في مؤتمر نوبل في عام 2009.
إذا استمرت الإتجاهات الحالية، فإن الاستخدام السنوي العالمي للمياه حدد ليزيد بنسبة أكثر من اثنين تريليون متر مكعب بحلول عام 2030، ليرتفع إلى 6.9 تريليون متر مكعب. وهذا يعادل نسبة 40 في المائة أكثر مما يمكن أن يقدم بواسطة إمدادات المياه المتوافرة. وفي الأسبوع العالمي للمياه في ستوكهولم عام 2010، أبرز المعهد الدولي لإدارة المياه (IWMI) خطة الست نقاط لتجنب أزمة المياه. ووفقا للمعهد فإنه يتعين إتخاذ الإجراءات التالية : 1) جمع بيانات عالية الجودة عن موارد المياه، (2) اتخاذ عناية أفضل بالبيئة، (3) إصلاح كيفية إدارة الموارد المائية ؛ 4) تنشيط كيفية استخدام المياه لأغراض الزراعة ؛ 5) تحسين إدارة المطالب الحضرية والبلدية للمياه ؛ و6) إشراك الفئات المهمشة في إدارة المياه 

في عام 2011، احتفل المعهد الدولي لإدارة المياه (IWMI) بمناسبة ذكراه الـ 25 من خلال تنفيذ سلسلة من المقالات حول مواضيع التنمية الزراعية.

## استخدام إدارة المياه للحد من الفقر
عمل المعهد الدولي لإدارة المياه (IWMI) في ولاية غوجارات بالهند مثال مبسط على كيف أن تحسين إدارة المياه يمكن أن يكون لها تأثير على حياة الناس. واجهت الدولة مشكلة مزدوجة تتمثل في مرافق الكهرباء المفلسة واستنزاف مخزون المياه الجوفية عقب تقديم إعانات الكهرباء للمزارعين من حوالي عام 1970. وظهرت الحالة بسبب أن الإعانات مكنت المزارعين من ضخ المياه الجوفية بسهولة من أعماق متزايدة. وأشار كلاً من مصرف التنمية الآسيوي والبنك الدولي على حد سواء بأنه يتعين على الحكومات خفض إعانات الكهرباء للمزارعين وطلب مقابل على أساس الاستهلاك المقنن للطاقة. ومع ذلك عندما حاولت بعض حكومات الولايات تطبيق ذلك شكل المزارعين مثل جماعات الضغط القوية التي أفقدت العديد من الوزراء الرئيسيين مقاعدهم، فكانت هناك حاجة واضحة لإيجاد حل مختلف.

أقترح علماء المعهد الدولي لإدارة المياه (IWMI) الذين درسوا المشكلة أنه ينبغي على الحكومات أن تقدم 'التقنين الذكي' من إمدادات الطاقة الزراعية من خلال فصل الكابلات الكهربائية التي تحمل الكهرباء للمزارعين عن هؤلاء وتوفيرها لمستخدمين آخرين بالمناطق الريفية مثل الأسر والصناعات المحلية، ومن ثم ينبغي أن تقدم للمزارعين إمدادات الطاقة عالية الجودة لعدد محدد من الساعات كل يوم بالثمن الذي يمكنهم تحمله. وفي نهاية المطاف قررت ولاية غوجارات تضمين هذه التوصيات في برنامج أكبر لإصلاح مؤسسة الكهرباء. ووجدت دراسة أجريت بعد ذلك أن آثاره ستكون أكبر بكثير مما كان متوقعاً. وسابقاً للتغيير أحتجز ملاك أنابيب الآبار المجتمعات الريفية للحصول على فدية عن طريق 'سرقة' الطاقة لأغراض الري. وبعد فصل الكابلات حصل سكان المناطق الريفية، والمدارس، والصناعات على إمدادات طاقة أكثر ذات جودة أعلى والذي بدوره عزز كثيراً من رفاه الأفراد.